# Sitía
Sitía (en grec : Σητεία) est une ville de Crète, en Grèce. Elle est située à l'est de l'île, dans le district régional de Lassithi et possède une population de 14 338 habitants (en 2001). Elle est le chef-lieu d'un dème (Grèce) (municipalité) de la périphérie de Crète, issu de la fusion en 2011 des anciens dèmes d'Itanos, Léfkis et Sitia, devenus des districts municipaux (dans le cadre de la réforme Kallikratis).
Sitía se situe à environ 80 kilomètres à l'est d'Agios Nikolaos et 70 kilomètres au nord-est de Ierapetra. La ville est un des principaux centres économiques de la région du Lassithi. La route européenne E 75 qui termine à Vardø débute à Sitía. Le poète crétois Vicenzos Kornaros serait originaire de Sitía.

## Histoire

### Antiquité
Les plus anciennes traces d'établissement sur le site remontent à la période minoenne. Des fouilles montrent que le site est occupé dès -3000 et ce jusqu'à -1050. Les Étéocrétois se sont maintenus dans la région plusieurs siècles après l'arrivée des Achéens. Selon Diogène Laërce, Myson de Chénée, un des Sept sages de Grèce aurait été originaire de Sitía.
Sous l'Empire romain, Sitía devient un centre de production d'huile d'olive comme en témoignent les couches de noyaux antiques. Lors du partage de l'Empire, elle intègre l'Empire romain d'Orient. Le christianisme s'implante dans la région vers le Ve siècle.

### Moyen-Âge
Sitía, prise par les arabes au IXe siècle, redevient romaine d'orient cent cinquante ans plus tard.
Au XIIIe siècle la région devient vénitienne après la quatrième croisade. La position de Sitía attise également la convoitise des pirates. Les vénitiens utilisèrent son port comme base d'opérations en Méditerranée orientale. Au cours de l'époque vénitienne, la ville fut détruite à trois reprises : par un tremblement de terre en 1508, par les pirates en 1538, et par les Vénitiens eux-mêmes en 1651 afin que la ville ne tombe aux mains des Turcs. La ville n'est plus que ruines abandonnées lorsqu'elle passe sous domination ottomane au cours du XVIIe siècle.

### Époque moderne
La région de Sitía connaît des révoltes et insurrections contre l'occupation ottomane, en particulier au cours du XIXe siècle. La cité est refondée par des oléiculteurs en 1869 et échappe en pratique à la tutelle turque à partir de 1897, lorsque la Crète devient autonome, mais ne sera rattachée à la Grèce qu'en 1913.
La région fut le théâtre d'affrontements lors de la Seconde Guerre mondiale et subit l'occupation des troupes allemandes de 1941 à 1945.
Sitía a pendant longtemps été une terre d'émigration, souffrant de exode rural. L'essor du tourisme depuis les années 1970 apporte un certain renouveau économique.
Parmi les vestiges de l'époque vénitienne, il reste cependant la Kazarma (de l'italien : casa di arma) qui est la forteresse de la cité.

## Personnalité liée à Sitía
- Terpsichóri Chryssouláki-Vláchou